# Clásico

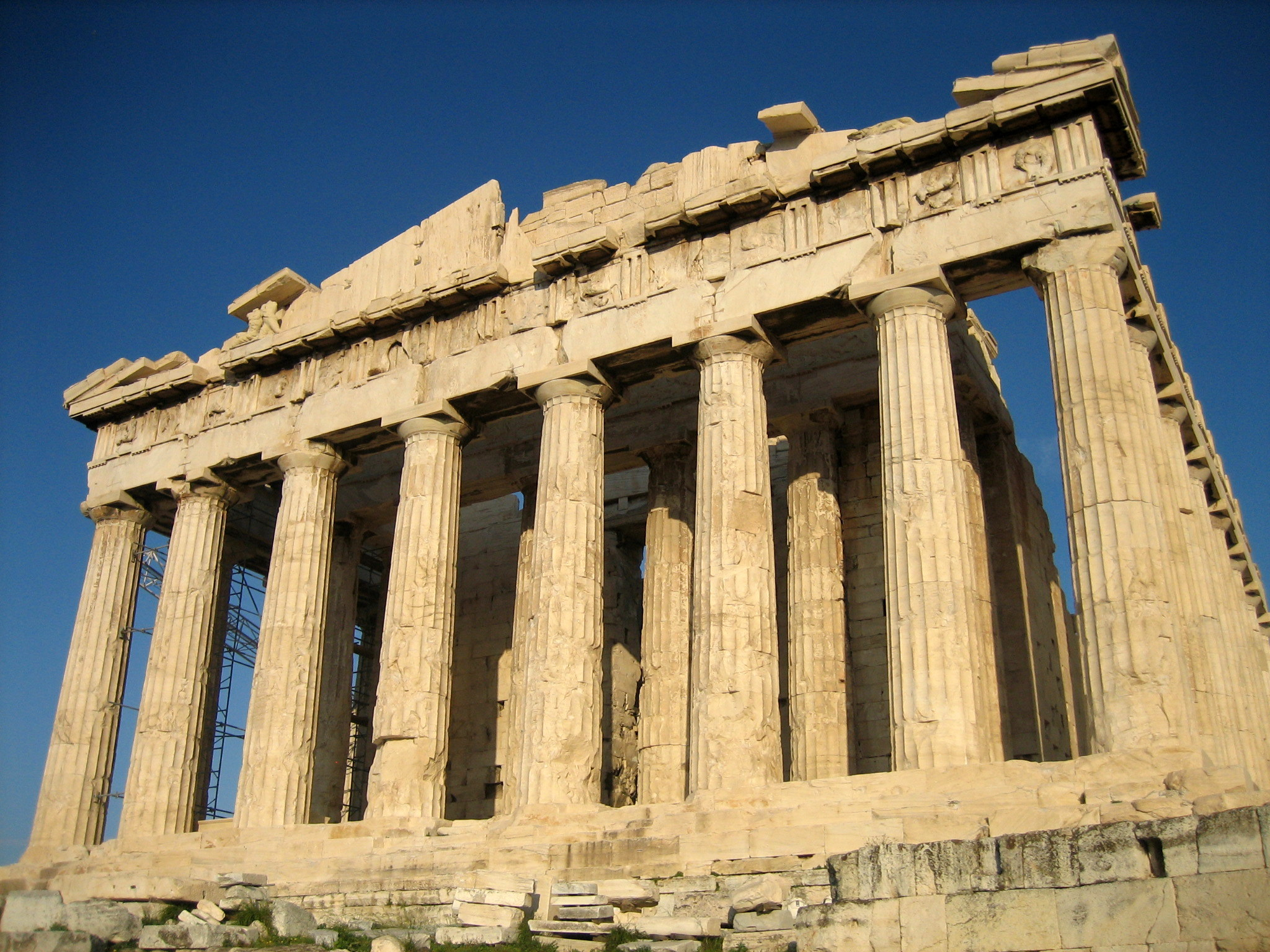
El templo del Partenón en la acrópolis de Atenas es uno de los más canónicos testimonios de la era clásica y ejemplifica la antigua cultura griega

Clásico significa primeramente, en tradición clasicista, «digno de imitación», perteneciente a una clase, particularmente a una clase superior respecto de otra inferior. Es clásico lo que debe tomarse como modelo por ser de calidad superior o más perfecto. Con toda preferencia remite a la cultura grecolatina. Estos son los aspectos definitorios por lo común aceptados. Es término contiguo, sobre todo, de canónico (canon), tanto en ámbito puramente académico como religioso o relativo a los libros sagrados (así los Evangelios, pero también las Analectas de Confucio).
Clásico, dentro del ámbito más específico de la Estética y la Historia del Arte, denomina una "categoría histórico-estilística", frecuentemente asociada en el par clásico / barroco, también clásico / romántico, que sin embargo quedaría subsumido en el anterior.
Con todo, clásico refiere un concepto sumamente complejo por cuanto asocia aspectos históricos y aspectos abstractos y normativos. Pertenece eminentemente al ámbito de las Ciencias humanas y la educación, a la Historia de las ideas y del pensamiento. A diferencia de lo que se suele creer, no posee una determinación estable o comúnmente bien definida en términos teóricos o epistemológicos.

## Etimología y concepto
"Clásico" procede del adjetivo latino classicus, que en Roma designaba a la clase o estamento social de mayor fortuna económica. Aparece documentado por vez primera referido a escritores en un texto de Aulo Gelio. Ya en la Antigüedad se utilizaba en el sentido figurado de "modélico" o "de primera clase". Siguiendo a Aulo Gelio, al adoptarlo otras lenguas lo refirieron en primer lugar a los escritores más destacados de la Antigüedad, después a autores que intentaban emular modelos antiguos, por lo que les eran comparables y, finalmente, también a autores y épocas de las literaturas que servían de ejemplo e inspiración para el desarrollo de la propia literatura nacional.
Por otra parte, es de notar que la idea posee una tradición o formación que precede al término y es ya localizable en los textos homéricos. 
Modernamente, es Hegel quien determina lo clásico como la más perfecta adecuación entre la "idea" y la "forma sensible", lo cual tiene lugar por antonomasia en la escultura griega clásica. En Estética designa una "categoría histórico-estilística" y, según la teoría del eón más específicamente reformulada por Eugenio D'Ors, define el par opuesto de barroco.

## Historia

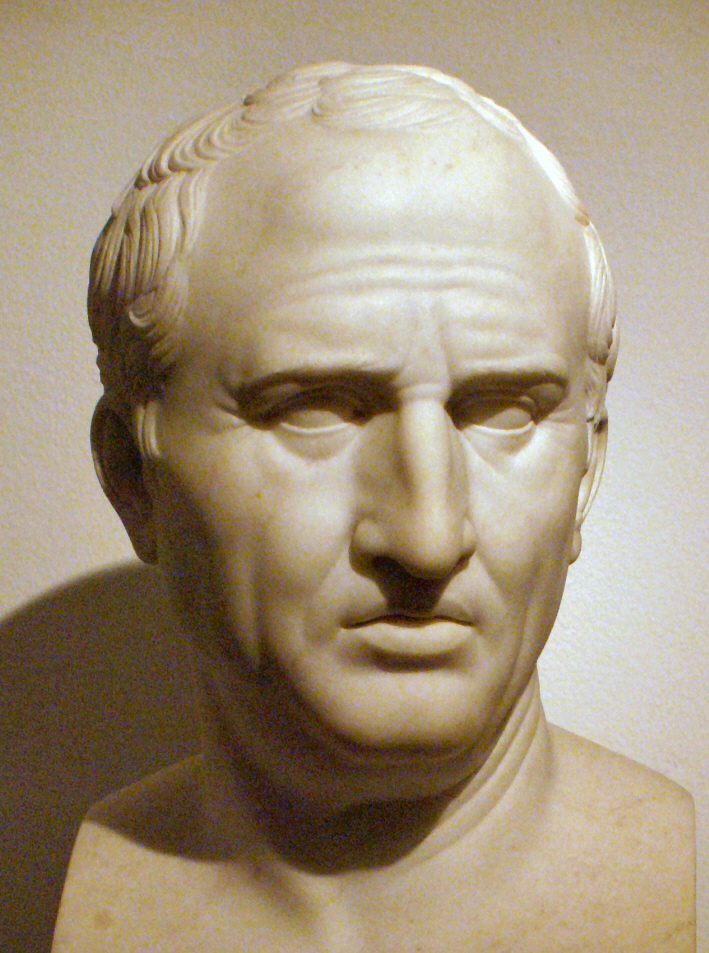
Marco Tulio Cicerón, considerado el más clásico de los prosistas latinos, como en el verso lo eran Horacio y Virgilio

Sin limitarse a ninguna época o civilización en concreto. Se reserva el calificativo clásicas a las producciones culturales que alcanzan un rango de perfección o elevación, incluso a veces en el sentido de sublime, aunque con más propiedad define la armonía característicamente equilibrada. El término históricamente fue asentado por el Renacimiento y la cultura más académica del Humanismo (siglos XV y XVI) referido al Arte y cultura grecorromanos, o sea, lo que seguimos llamando arte y cultura clásica, civilización clásica o civilización grecorromana.
La extensión posterior del uso del término hace que se aplique igualmente a una de sus partes, el periodo clásico del Arte griego (siglo V a. C. y siglo IV a. C.), posterior al periodo arcaico y anterior al periodo helenístico. Específicamente se suele periodizar así la escultura griega.
También al periodo histórico entero de la Antigüedad Clásica, incluyendo los elementos no culturales, como la política, por lo que puede hablarse de Grecia clásica o Roma clásica para distinguirla de la Grecia o la Roma posteriores y actuales, aunque es más apropiado distinguir:
- En la historia de la Grecia Antigua los periodos prehelénicos (época minoica y época micénica, usualmente designados como civilizaciones separadas), la época oscura, la época arcaica, la época clásica (de mediados del siglo V a. C. a mediados del siglo IV a. C.) y la época helenística (desde Alejandro Magno).
- En la historia de Roma, igualmente, la denominación Roma clásica suele reservarse para el final de la República romana (siglo II a. C. y siglo I a. C.) y el comienzo del Imperio romano (siglo I y siglo II), hasta Marco Aurelio, siendo los siglos de la decadencia romana (del siglo III al siglo V) considerados un periodo no clásico.

Reciben la denominación de clásicos cualquiera de los periodos clásicos o producciones sublimes en el arte y la cultura de otras civilizaciones:

### China
Para la Historia de China y el arte de China, el periodo clásico se identifica a veces con la totalidad de su pasado imperial, hasta el siglo XVIII, o bien se restringe a un pasado lejano, el de su formación como civilización, hasta la dinastía Han (antes de Cristo).
- Textos clásicos chinos
- Idioma chino clásico

### África
- Civilización africana clásica

### América
El Periodo Clásico de América es el cuarto periodo en que se divide la Prehistoria americana. También se habla de Período clásico mesoamericano.

## Arte
El Clasicismo fue una corriente intelectual de los siglos XVII y XVIII que en música es asimilable al Clasicismo musical, estilo del mismo nombre y no estrictamente coincidente en el tiempo, posterior al Barroco y previo al Romanticismo (de mediados del siglo XVIII a comienzos del siglo XIX). En cambio, el término música clásica se usa de forma extensiva muy frecuentemente, entendida como música culta o música docta, para referirse a cualquier producción musical de la tradición culta y occidental hasta la actualidad.
La danza clásica es un término comúnmente usado para referirse al ballet.
El teatro clásico es la denominación que tiene el teatro de la Grecia Antigua y el teatro latino; pero también la forma de entender el teatro sometido a reglas académicas, o teatro aristotélico, y el que surgió a finales del siglo XVI y durante el siglo XVII en distintos países europeos:
- Teatro clásico español o teatro clásico castellano (el de Lope de Vega, Calderón de la Barca, Tirso de Molina -Siglo de Oro y Literatura española del Barroco-).
- Teatro clásico inglés (el de Shakespeare -ver Literatura de Inglaterra-).
- Teatro clásico francés (el de Molière, Corneille, Racine -Literatura de Francia-).

Existe la Compañía Nacional de Teatro Clásico de España, equivalente a instituciones similares en otros países, como la Comédie Française.
Para el de época posterior (a partir de mediados del siglo XVIII), opuesto estilísticamente al teatro romántico (siglo XIX), se utiliza la denominación teatro neoclásico.

## Ciencia
Se denominan "clásicas" ciertas disciplinas científicas en su estadio anterior a los radicales cambios de paradigma científico de comienzos del siglo XX:
- La física clásica, incluyendo la mecánica clásica o la electrodinámica clásica por oposición a la física relativista o la mecánica cuántica. Existe incluso una física semiclásica.
- La lógica clásica o bivalente, por oposición a las lógicas no clásicas como la lógica intuicionista.
- La economía clásica por oposición a la economía neoclásica o el marginalismo.

## Ciencias humanas y Educación
- Filología clásica, campo fundamental del humanismo europeo y de la Filología y la cultura humanística histórica en general.
- Mediante el término de estudios clásicos se suele incluir la arqueología clásica y las lenguas y literaturas, la filología clásica (filología griega y la filología latina, a veces también la filología semítica u otras), aunque incorporando no solo la lengua sino la cultura de esas civilizaciones; tales estudios clásicos serían herederos en buena medida de los studia humanitatis del humanismo, que a su vez dieron origen al concepto de letras humanas y de humanístico y humanidades. Respecto de la cultura asiática, remite sobre todo al Confucianismo.
- La educación clásica, que remite a la educación en la Antigüedad greco-latina, también puede referir el sistema educativo formal de la Edad Media, consistente en el trivium y el quadrivium (las artes liberales), y subsiguientemente los estudios prototípicos de la Universidad. A veces es relativo en general a "Cultura clásica".
- La formación clásica, formación intelectual propia de quien conoce a los clásicos, preferentemente greco-latinos, o posee una cultura clásica. En el sistema educativo español existen o han existido asignaturas con la denominación, u otras similares, de Cultura clásica.
- Clásico también es referible al momento eminente, fundante o característico de cualquier Cultura, civilización, arte o campo del saber: Filosofía clásica, Estética clásica, Arte clásico, Escultura clásica, Pintura clásica, Música clásica....

## Otros ámbitos y significaciones del término
Existen otras acepciones del término clásico, especialmente de reciente raigambre mediática y popular, más allá de cuando se le hace sinónimo de tradicional o más allá de la temporalidad de una moda. Se trata de expresiones a veces relativas al periodo de mayor plenitud en ámbitos como el musical (así, el rock clásico), pero más frecuentemente en el ámbito deportivo, sobre todo a propósito de competiciones afamadas o de importancia que se celebran periódicamente, o anualmente según el régimen de las federaciones deportivas (son los "clásicos" y clásicos del fútbol, expresión con la que se designa a los encuentros entre equipos caracterizados por su máxima rivalidad: "El Clásico" sería así el disputado entre el FC Barcelona y Real Madrid, el "Superclásico" el disputado entre Boca Juniors y River Plate, etc. Asimismo las "clásicas" competiciones anuales del Ciclismo español, francés o italiano, o los campeonatos de Tenis).